# Inimă nebună... nebună de legat
Inimă nebună... nebună de legat (titlul original: Cuore matto... matto da legare) este o comedie muzicală italiană, realizat în 1967 de regizorul Mario Amendola, aparținând genului tipic italian, muzicarello, protagoniști fiind actorii Little Tony, Eleonora Brown, Fidel Gonzáles.

## Conținut

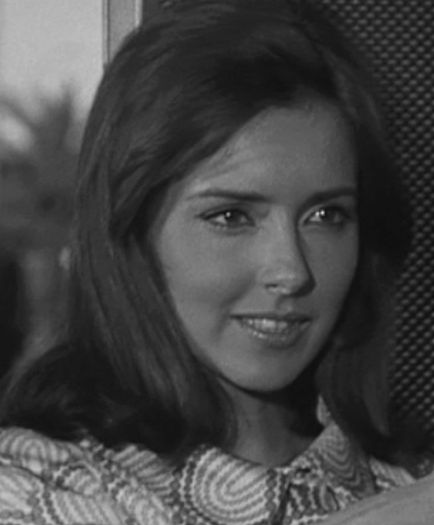
Eleonora Brown într-o scenă din film

## Distribuție
- Little Tony – Tony
- Eleonora Brown – Carla
- Fidel Gonzáles – Pancho
- Renato Montalbano
- Ferruccio Amendola – Sandro
- Rossella Bergamonti – Camilla
- Anna Campori – Teresa
- Alberto Sorrentino
- Lucio Flauto – Marco
- Paola Natale –
- Ignazio Leone – Lo Pece
- Alfredo Marchetti – Aristotile
- Elsa Vazzoler – Cesira
- Alfredo Rizzo – Ravazzetti
- Fajda Nichols –
- Nino Scardina –
- Maria Pia Casilio – Erminia

## Melodii din film
Toate melodiile din film sunt interpretate de Little Tony:
1. Qui la gente sa vivere (Cucchiara - Brezza - Gerard)
2. Ogui mattina (Chiosso, L. - Ciacci, A. - Gianco, R.)
3. It's My Turn
4. Cuore matto (A. Ambrosino - T. Savio)
5. La fine di agosto (A. Ciacci - Rossi)
6. Non mi rimane che chiederti perdono (P. Taddia)